# Jakimovičøyane
Les Jakimovičøyane sont un archipel inhabité de Norvège, situé au sud-est du Svalbard, plus exactement au Sud-Ouest de l'île de Barentsøya. L'archipel est constitué d'une île principale (non nommée) qui s'étend du nord au sud et mesure environ 3 km avec un point culminant à 27 m , de deux petites îles à l'ouest de l'île principale et de deux autres au sud. 
L'archipel est ainsi nommé en l'honneur de Jan Kazimirovich Jakimovič, un capitaine de corvette de l'armée russe et commandant du brise-glace Ledokol II lors d'une mission suédo-russe de 1899 à 1902.